# Thermopylæ
Thermopylae er et område i Grækenland mellem Thessalia og Lokris, hvor der i antikken fandtes en passage ud til havet.
Denne passage var i 480 f.Kr. åstedet for en græsk alliances kamp mod de fremrykkende persere. Skønt talmæssigt underlegne lykkedes det grækerne at standse persernes fremrykning i slaget ved Thermopylæ.
- Wikimedia Commons har flere filer relateret til Thermopylæ

38°47′44″N 22°32′12″Ø / 38.7956°N 22.5367°Ø